# Moștenire
Moștenirea este practica prin care se transmit bunuri private, titluri, datorii, drepturi, privilegii și obligații către moștenitori în urma decesului unui persoane (defunct). Procesul poate fi oficializat de către defunct printr-un testament, autentificat de un notar sau prin alte mijloace legale.

## Terminologia
Persoanele care dobândesc patrimoniul defunctului se numesc „moștenitori” sau „succesori”, iar în cazul moștenirii testamentare „moștenitori testamentari” sau „legatari”.

## Istoria
Dreptul la moștenire își are originea încă din comuna primitivă, atunci când caracterul cu totul rudimentar al uneltelor i-a constrâns pe oameni să se unească pentru a înfrunta forțele naturii și animalele sălbatice, și pentru a-și procura cele necesare pentru a putea supraviețui.
Istoric au existat mai multe sisteme legale de transmitere a moștenirii, de la sistemul gavelking din Anglia unde doar bărbații puteau moșteni, conform legii salice sau la sisteme de succesiune matrilineală în care femeile sunt în ultima parte a sistemului succesoral. Alte practici includ că primul născut moștenește toate bunurile, de cele mai multe ori băiatul cel mai mare sau ultima progenitură, caz în care totul este moștenit de cel mai mic copil. Unele societăți antice și majoritatea statelor moderne folosesc un sistem succesoral în care fiecare copil are dreptul la o cotă de moștenire (de obicei în mod egal.
Din punct de vedere istoric, au existat de asemenea, sisteme mixte:
- Potrivit jurisprudenței islamice, băieții moștenesc de două ori mai mult decât fetele. Legile care reglementează complet moștenirea în Islam sunt complicate și iau în considerare mai multe tipuri de relații familiale, dar, în principiu, bărbații moștenesc de două roi mai mult ca femeile cu unele excepții. Cu toate acestea, populația minang din Indonezia (la vest de Sumatra), în ciuda faptului că sunt musulmani folosesc numai o succesiune matrilineală în care proprietățile trec în succesiune de la mamă la fiică.[1]
- Printre vechii israeliți, moștenirea era bazată pe linie masculină. Ea provenea de la tată și se transmitea doar urmașilor săi de sex masculin (fetele nu moșteneau). Fiul cel mare primea de două ori mai mult ca ceilalți fii. Tatăl transmitea numele lui către copii. Spre exemplu, Copii lui Israel se numeau Israeliți pentru că pământul aparținea tatălui lor și fiecare dintre cei doisprezece fii le-au transmis numele lor și descendenților lor. Exemplu: Fii lui Iuda se numeau Yehudi (care tradus în latină era Judaeus și în română Iudeu)

- În Galicia (Spania), era o tradiție ca toți copii (atât băieții cât și fetele) să primească o parte din moștenire, dar un fiu (cel care moștenea casa) primea o treime din moștenire. Acest fiu era numit mellorado. În unele sate, mellorado primea chiar și două treimi din moștenire. Aceste două treimi ar fi fost toate terenurile familiei, în timp ce ceilalți copii primeau partea lor în bani sau alte active.

- În cultura din estul Suediei, din secolul XIII până în secolul al XIX-lea, fii moșteneau de două ori mai mult ca fetele. Această regulă a fost introdusă de Regentul Birger Jarl și a fost privită ca fiind foarte modernă în epocă, din moment ce anterior fetele nu moșteneau nimic.

- În Roma, moștenirea testamentară avea prioritate față de cea legală iar la moștenire veneau atât fetele cât și băieții.

În arhaism, posesia terenului moștenit a fost de cele mai mult ori o posesie a familie decât o proprietate a unui individ. Chiar și în ultimii ani, pentru vânzarea integrală sau a unei părți importante a unui teren sau a unei ferme moștenite din multe țări europene este nevoie de acordul altor moștenitori (dacă există) care au un tip de drept de preemțiune.

### Moștenirea în vechiul drept evreiesc
Dreptul succesoral evreiesc prezenta anumite trăsături care decurgeau din caracterul familiei patriarhale ce se consolidase definitiv încă înainte de epoca întăririi statului. La moștenire veneau numai fiii, iar mai târziu și fiicele. În cazul în care defunctul nu avea copii moștenirea era culeasă de părinții săi, iar dacă și aceștia erau predecedați, de frații săi. De regulă, fiul mai mare avea o parte dublă față de ceilalți moștenitori, cu motivația ca patrimoniul familiei să nu se destrame complet. Cu timpul, s-a admis și dreptul de succesiune reciproc între mamă și fii și de asemenea între soți. La rândul lui, testamentul nu a avut o importanță prea mare, prin el testatorul nu-și putea lăsa averea decât tot moștenitorilor legali, însă o putea împărți în alte cote decât cele stabilite în mod expres de lege.

### Moștenirea în vechiul drept indian
În vechiul drept indian, la început, moștenirea era bazată pe dreptul primului născut. Legea lui Manu dispunea că fiul cel mai mare putea lua singur întreaga avere părintească, iar ceilalți trebuiau să trăiască sub tutela sa, așa cum au trăit și sub tutela tatălui. Mai târziu, s-a acordat un drept de succesiune și celorlalți fii, dar cel mai în vârstă obținea o cotă mai mare și mai bună din punct de vedere calitativ. Soția nu avea nici un drept la succesiunea soțului, dar fiul adoptiv avea aceleași drepturi succesorale ca și fiul legitim. Totodată, dobândirea moștenirii obliga la anumite ritualuri și sacrificii religioase pentru pomenirea celui mort.

### Moștenirea în vechiul drept român
Transmisiunea bunurilor succesorale se făcea fie pe cale legală, fie pe cale testamentară. În cadrul moștenirii legale, copiii legitimi și adoptivi (atât băieții cât și fetele) aveau o vocație succesorală egală asupra bunurilor de baștină (ocine, dedine) sau care au fost cumpărate de părinții lor decedați. Copiii naturali veneau numai la moștenirea mamei lor. Copilul vitreg avea aceleași drepturi de moștenire ca și cel din cadrul familie, dar numai la succesiunea părintelui bun, nu și la moștenirea soțului acestuia.
De la împărțirea egală a moștenirii pământului între fete și băieți în Țara Românească exista un privilegiu al băieților. Cu toate acestea, țăranii au evitat îndepărtarea fetelor de la moștenirea pământului prin procedura înfrățirii care, în mod simbolic, considera fetele ca fiind băieți. Legea recunoștea și soțului supraviețuitor un drept de moștenire în concurs cu copiii. Astfel, în cadrul moștenirii legale existau următoarele clase de moștenitori:
- moștenitorii legitimi,
- descendenți,
- ascendenți și
- colaterali;

O excepție de la regula potrivit căreia moștenirea se deschidea prin moartea unei persoane o constituia cel ce se dedica vieții monahale care mai putea dispune de avere numai până în momentul intrării lui în ordinul monahal.

## Moștenirea în România
Dreptul la moștenire este unul dintre drepturile constituționale ocrotite de statul român. Acesta este prezent în articolul 46 din Constituție, care îl garantează.
Transmiterea moștenirii în prezent este reglementată de Codul Civil al României la articolele 1100-1134 și există două tipuri de transmitere a moștenirii, prin moștenire legală respectând cote de moștenire legală stabilite prin lege sau moștenire testamentară (legatară) prin care testatorul stabilește cui lasă moștenirea și ce părți din ea. Legea îl obligă pe testator să respecte anumite rezerve succesorale deținute de descendenții testatorului, ascendenții și șotul supraviețuitor, el putând dispune după cum dorește de o cotitate disponibilă.
Conform Codului Civil, cel chemat la moștenire în temeiul legii sau al voinței defunctului poate accepta moștenirea sau poate renunța la ea, într-un anumit termen, denumit de legiuitor termen de opțiune succesorală. Acest termen de opțiune succesorală este de 1 an. Dacă succesibilul nu a acceptat în acest termen, poate fi declarat străin de succesiune.
Termenul curge conform Codului Civil în anumite situații expres reglementate, astfel:
- de la data nașterii celui chemat la moștenire, dacă nașterea s-a produs după deschiderea moștenirii;
- de la data înregistrării morții în registrul de stare civilă, dacă înregistrarea se face în temeiul unei hotărâri judecătorești de declarare a morții celui care lasă moștenirea, cu excepția cazului în care succesibilul a cunoscut faptul morții sau hotărârea de declarare a morții la o dată anterioară, caz în care termenul curge de la această din urmă dată;
- de la data la care legatarul a cunoscut sau trebuia să cunoască legatul său, dacă testamentul cuprinzând acest legat este descoperit după deschiderea moștenirii;
- de la data la care succesibilul a cunoscut sau trebuia să cunoască legătura de rudenie pe care se întemeiază vocația sa la moștenire, dacă această dată este ulterioară deschiderii moștenirii.

Conform prevederilor legale în vigoare, nimeni nu poate fi obligat să accepte o moștenire cum nu poate fi obligat nici să renunțe la ea. Creditorii succesibilului pot accepta moștenirea, pe cale oblică, în limita îndestulării creanței lor, adică până la limita în care datoria este acoperită.

### Acceptarea moștenirii
Acceptarea este de mai multe tipuri, expresă, prin înscris autentic sau sub semnătură privată sau tacită, când succesibilul face un act sau un fapt pe care nu ar putea să-l facă decât în calitate de moștenitor (acte de dispoziție, administrare definitivă ori folosință a unor bunuri din moștenire). Acceptarea moștenirii operează sub beneficiu de inventar, ceea ce presupune că nu se va face o confuziune de patrimonii între cel al persoanei decedate și cel al succesorului său, moștenitorii legali și cei testamentari răspunzând pentru datoriile și sarcinile succesiunii doar cu bunurile din patrimoniul succesoral, proporțional cu cota fiecăruia. Înainte de 1 octombrie 2011 acceptarea era diferențiată între acceptare sub beneficiu de inventar și acceptare expresă când bunurile defunctului și cele ale acceptantului confuzionau și deci dacă debitele defunctului depășeau activul, moștenitorul plătea cu bunurile sale.

### Renunțarea la moștenire
Renunțarea la moștenire nu se presupune, ci trebuie făcută în formă autentică la orice notar public sau, după caz, la misiunile diplomatice și oficiile consulare ale României, cu excepția cazului în care, îndeplinind condițiile prevăzute de lege pentru a putea moșteni, succesibilul nu acceptă moștenirea în termenul de un an, respectiv în termenul mai scurt stabilit de instanță, deși cunoștea deschiderea moștenirii ca urmare a citării sale de către notarul public. Renunțătorul poate revoca renunțarea în tot cursul termenului de opțiune, cu condiția ca moștenirea să nu
fi fost deja acceptată de alți succesibili care au vocație la partea ce i-ar reveni.

## Certificatul de moștenitor
Certificatul de moștenitor este un document care face dovada calității de moștenitor, legal sau testamentar, precum și dovada dreptului de proprietate al moștenitorilor acceptanți asupra bunurilor din masa succesorală, în cota care se cuvine fiecărui moștenitor sau legatar.
În România și alte state cu drept romano-german, certificatul de moștenitor se eliberează de către notarul public și cuprinde constatări referitoare la patrimoniul succesoral, numărul și calitatea moștenitorilor și cotele ce le revin din acest patrimoniu, precum și alte mențiuni prevăzute de lege. Certificatul de moștenitor mai poate fi emis și sub forma unei încheieri judecătorești de către judecătoriile naționale, în cazurile în care succesibilii nu se înțeleg asupra transmiterii moștenirii.

## Taxe și Impozite

### În România
În România, succesiunea se dezbate pe cale necontecioasă în fața unui Notar Public sau pe cale contencioasă în instanta, la judecătoria din raza teritorială a ultimului domiciliu al defunctului.
Taxele notariale constau într-un onorariu al notarului care este stabilit conform unei grile notariale stabilite anual si se calculează în funcție de valoare totală a masei succesorale și o taxă de intabulare în Cartea Funciară.
Taxele judiciare constau într-o taxă de timbru în valoare de 3% din masa succesorală, o taxă de stabilire a calității de moștenitor (50 lei în prezent) și taxă pentru intabulare în Cartea Funciară. Taxa de timbru poate fi evitată prin apelarea la mediere si încheierea unui acord de mediere.
În cazul în care dezbaterea succesiunii are loc la mai mult de 2 ani de la data decesului, moștenitorii datorează statului un impozit de 1% din masa succesorală.

### În Ungaria
În Ungaria, regulile privind plata taxei de moștenire sunt definite în Legea privind taxele. Această lege prevede trei grupe de moștenitori (din grupa 1 fac parte soțul/soția, copilul vitreg sau copilul adoptiv, părintele vitreg sau părintele adoptiv al testatorului) și, în afară de aceasta, se aplică alte reguli privind taxa în cazul proprietăților rezidențiale și al bunurilor care fac obiectul altor reguli privind taxa de moștenire. 
Taxa de moștenire poate fi impusă între valoarea cea mai mică, de 2,5% (care trebuie achitată pentru proprietăți rezidențiale de până la 18 milioane HUF), și valoarea cea mai mare, de 40% (care se referă la moștenirea persoanelor care fac parte din a treia grupă, exceptând cazul proprietăților rezidențiale la care se poate aplica o taxă favorabilă).
Moștenitorii aparținând grupei 1 beneficiază de scutire de la taxa de moștenire până la limita de 20 de milioane HUF. Rudele de gradul întâi ale testatorului, inclusiv gradul de rudenie bazat pe adopție, beneficiază de scutire integrală de la taxa de moștenire, indiferent de valoarea proprietății moștenite.